# براد سكوت (مدير فني)
براد سكوت (بالإنجليزية: Brad Scott)‏ هو مدير فني أمريكي، ولد في 30 سبتمبر 1954 في أركاديا في الولايات المتحدة.